# Battaglia Terme
Battaglia Terme – miejscowość i gmina we Włoszech, w regionie Wenecja Euganejska, w prowincji Padwa.
Według danych na rok 2004 gminę zamieszkiwało 4128 osób, 688 os./km².